# Anone
『anone』（あのね）は、2018年1月10日から3月21日まで日本テレビ系「水曜ドラマ」枠で放送されたテレビドラマである。主演は広瀬すずで『学校のカイダン』（2015年）以来3年ぶりの連続ドラマ主演となる。本作は、『Mother』（2010年）、『Woman』（2013年）に続く日本テレビ、坂元裕二オリジナル脚本の3作目として、両ドラマのスタッフが再結集した。題字は『Mother』、『Woman』と同様の手書き風ロゴになっている。

## あらすじ
日雇いアルバイトで生計を立てている辻沢ハリカは、美空と有紗と共にネットカフェで寝泊まりし、周りには自分を「ハズレ」と呼ばせている。
ある日、友人とのドライブから帰った有紗が、海岸で大金の入ったバッグが誰かに捨てられているのを見たと打ち明ける。その大金の入ったバックを探そうと、遊び半分でハリカたちは有紗の記憶を頼りに「柘」という町を目指す。「柘」に到着したハリカたち三人は、テトラポッドの隙間に隠してあった大金の入った保冷バッグを見つけるが、その大金を見た美空が2人を突如裏切り独り占めして逃走する。美空を追うハリカ・有紗の他に、車で大金を回収しようとする林田亜乃音、一緒に死に場所を探している途中で、偶然通りかかった持本舵と青羽るい子も成り行きで大金の争奪戦を繰り広げるが、一時的にハリカの手に渡ることになる。その後、亜乃音がハリカを見つけ、大金の入ったバッグをハリカから受け取った後にその場を立ち去り、元々隠してあったテトラポッドに戻り全て燃やしてしまう。元々、大金の入った保冷バッグの持ち主は亜乃音であり、自宅で落とした結婚指輪を拾おうとしたところ自宅1階の廃業した印刷工場の床下で大量の一万円札を見つけてしまったという経緯があった。
一方、ハリカはもう美空と有紗は居ないネットカフェに戻り、亜乃音が捨てた2枚の一万円札を持って並べたところ、記番号が全く同じである偽札であることが分かってしまう。ハリカは亜乃音宅に訪れ彼女に偽札作成を依頼する。

## キャスト

### 主要人物
辻沢ハリカ（つじさわ ハリカ）〈19〉
演 - 広瀬すず（幼少期：大迫莉榎）
本作の主人公。両親により児童養護施設に預けられ、その後両親が逝去したことで天涯孤独の身となる。
特殊清掃などの日雇いアルバイトをしながらネットカフェで寝泊まりしていたが、現在は亜乃音宅でアルバイトも兼ねて居候している。スケボーを愛用している。彦星とのチャットゲームでの会話は、画面で特殊清掃をする姿でしている。
亜乃音が逮捕されたあと、少年鑑別所に入所させられ、しばらくの後に出所した。亜乃音が出所した際彼女を迎えに赴いたのち、るい子と共にかつての印刷工場の住居に再び居候するが、その際亜乃音に自立を検討する旨を話した。
青羽るい子（あおば るいこ）〈50〉
演 - 小林聡美（少女期：林香帆）
舵と会話しているうちに意気投合し、死に場所を探す女性。青羽は偽名で本名は相良るい子だったが、半年もの間に家を留守にしたことで、夫から離婚届を突き付けられ書類にサインし、離婚してから本名を海野るい子に戻す。
以前は商社に勤めていたが女性差別をうけ出世できず、ようやく上司に課長職の辞令を出されたものの、書類を管理するだけの部下のいない部署が不満で放火しようと思ったが思いとどまってそのまま退職し、その後結婚した。
第3話で亜乃音が預金を崩した亡き夫の保険金を、身代金として西海に命令されたものは偽札にすり替え、本物を持ち逃げして仮住まいにある壺に隠していたが、第4話で誰かに盗まれた。第5話で自首すると亜乃音に打ち明けるが、偽札のことを公にされるのを嫌がる亜乃音によって、亜乃音宅で居候している。
のちに自分たちが造り上げた偽札の事件が公に発覚した際は亜乃音の機転で舵と共に逃亡。その際舵の不治の病を察知し、彼が息を引き取るまで看取る決意を固める。最終話で舵が息を引き取ったあと出頭。亜乃音が出所した際、彼女の自宅に再び居候する。
持本舵（もちもと かじ）〈45〉
演 - 阿部サダヲ
カレーショップ「東印度会社」の店主。るい子と死に場所を探している。医師から半年の余命宣告、本社から金の督促により店を畳む決意をし、第4話で売却する。第5話からるい子と一緒に亜乃音宅で居候している。
偽札事件の発覚時に亜乃音の機転でるい子と共に逃亡。その後は舵を看取る決意を固めたるい子と共に潜伏生活を送り、最終話でるい子に看取られ息を引き取った。その後はるい子のみが見える(るい子による想像上の)霊体となって彼女を見守っている。
中世古理市（なかせこ りいち）〈35〉
演 - 瑛太
現在は弁当屋に勤め、以前は林田印刷所に勤めていた男性。玲とは林田印刷所に勤めていた時から知っていて、陽人の送り迎えをしていた。現在は妻と玲との二重生活をしている。
第5話で、ハリカ・亜乃音・るい子・舵に京介が亡くなる1年前まで偽札製造していたことを打ち明け、偽札製造に協力するように依頼する。
最終話でハリカに勧められて出頭し、通貨偽造の主犯として懲役8年の判決を受ける。
花房万平（はなぶさ まんぺい）〈65〉
演 - 火野正平
亜乃音が事務員として勤務している花房法律事務所所長。40年もの間、国選弁護人を引き受けている。最終話で、亜乃音の弁護をする。
林田亜乃音（はやしだ あのね）〈62〉
演 - 田中裕子
花房法律事務所事務員。玲の継母。出勤前に自宅1階の印刷工場の床下に落とした結婚指輪を拾おうとしたところ大量の偽の一万円札を見つけてしまう。かつて、亡くなった夫・京介と林田印刷所を経営していた。
玲を京介と彼の愛人とで出来た娘と知っていたにもかかわらず19歳まで育てた。
第9話終盤で通貨偽造の疑いで逮捕され、懲役3年の刑を服して出所したときにハリカが迎えに来てくれた。その後自宅に戻りハリカたちとの生活を再開する。

### その他
林田京介（はやしだ きょうすけ）
演 - 木場勝己
1年前に亡くなった亜乃音の夫。林田印刷所を経営していた。
青島玲（あおしま れい）〈32〉
演 - 江口のりこ
亜乃音の義娘かつ京介と彼の愛人とで出来た娘。19歳で家出をして、その後は亜乃音に内緒で京介と会っていた。
紙野彦星（かみの ひこぼし）
演 - 清水尋也（幼少期：笠松基生）
不治の病を患い入院している青年。ハリカと更生施設「ためがい学舎」で一緒だった。彼女とは「カノン」のハンドルネームでスマホのチャットゲームで会話を交わしている。
第9話で病院のカーテン越しにハリカから別れを切り出されたが、最終話で少年鑑別所にいるハリカに手紙を送り、九州の病院に転院して治療していることを報告し、一旦退院して少年鑑別所でハリカと対面を果たす。
花房三太郎（はなぶさ さんたろう）
演 - 和田聰宏
万平の息子。弁護士。
中世古結季（なかせこ ゆき）〈31〉
演 - 鈴木杏
理市の妻。
青島陽人（あおしま はると）〈7〉
演 - 守永伊吹（5歳：荒井悠）
玲の息子。左利き。
中世古彩月（なかせこ さつき）
演 - 山岸理樹
理市と結季の娘。

### ゲスト
※複数話登場人物には演者名横に（ ）で登場話を追記。
第1話
笠木有紗（かさぎ ありさ）〈19〉
演 - 碓井玲菜（最終話）
ハリカと同じネットカフェで寝泊まりする少女。前歯が1本欠けている。テトラポッド探検している時に大金の入った保冷バッグを見つける。ハリカのLINEグループから退出した。
ハリカが少年鑑別所に入所したときに、既に勾留していて再会する。既に前歯1本を入れていた。
網島美空（あみしま みく）〈19〉
演 - 北村優衣
ハリカと同じネットカフェで寝泊まりする少女。後に、大金の入った保冷バッグを独り占めして逃走する。ハリカのLINEグループから退出した。
ゴーレム
演 - 長江英和
更生施設「ためがい学舎」職員。
持本小五郎
演 - 申相祐（第2話・第3話）
舵の亡くなった父。舵の店内オブジェとして顔のみ登場。
風見鶏
声 - 石田圭祐
ハリカに更生施設「ためがい学舎」で虐待を受けていたとささやく。
山木
演 - 山口森広（第5話 - 第7話）
ハリカのアルバイト先の上司。
為貝真砂子（ためがい まさこ）
演 - 倍賞美津子
ハリカが8歳から12歳までいた児童更生施設「ためがい学舎」の学長。ハリカを「ハズレ」と呼んだ最初の人物。
ハリカが久しぶりに戻って酷く朽ち果てたツリーハウスを見るまで、彼女に祖母と思い込まれていた。
第2話
西海隼人（さいかい はやと）〈45〉
演 - 川瀬陽太（第3話）
舵の同級生で、カレーショップ「東印度会社」本社社員。舵に店をフランチャイズ化するのを勧めた張本人。
舵とるい子がハリカを誘拐して舵の店に入る前に、会社の上司を拳銃で殺害したことで逃走し忍び込んだ。その後は拳銃で脅しハリカ・舵・るい子を監禁し、るい子を伝って亜乃音に身代金を要求する。要求場所の河川敷でハリカと引き換えに身代金を確保したが、偽札と分かった途端に呆然して拳銃自殺した。
田中
演 - すわ親治
「ラーメン林家」の客。
ラーメン屋店員
演 - 髙橋洋
京介と玲がよく行った「ラーメン林家」の店員。
第3話
多可美
演 - 於保佐代子
舵の元婚約者。舵との間に子供を持ちたかったが、彼が出来ない体質と分かって別れた。現在は別の男性と結婚して息子と娘がいる。
アオバ
演 - 蒔田彩珠（第4話）
るい子の前に突如現れた女子高生に扮する幽霊。
相良樹（さがら いつき）
演 - 武藤潤（幼少期：中川望）（第4話）
るい子の息子。
弁当屋の店長
演 - 藤田秀世（第6話）
理市が勤めている弁当屋の店長。
第4話
相良百合恵（さがら ゆりえ）
演 - 高林由紀子
るい子の元姑。彼女の息子の樹を溺愛している。
相良周平（さがら しゅうへい）
演 - 関幸治
るい子の元夫。
第5話
紙野幸太郎
演 - 貴山侑哉（第8話）
彦星の父。
紙野律子
演 - 加茂美穂子（第8話・第9話）
彦星の母。
紙野光
演 - 松田知己（第8話・第9話）
彦星の弟。
第6話
香澄茉歩
演 - 藤井武美（第7話 - 最終話）
彦星の高校時の同級生。彼に恋愛感情を持っている。両親の援助で、彦星を九州の病院に転院させて治療を受けさせている。
第7話
浜口
演 - 村中玲子
ハリカの夜勤バイトの同僚。
第9話
和田
演 - 大川ヒロキ（最終話）
柘署の刑事。
箕輪
演 - 高橋龍児（最終話）
柘署の刑事。和田の部下。
最終話
鈴村
演 - 峯村リエ
ハリカが少年鑑別所に勾留しているときの刑務官。

## スタッフ
- 脚本 - 坂元裕二
- 音楽 - 三宅一徳
- 撮影 - 中山光一
- 照明 - 三善章誉
- VFXスーパーバイザー - オダイッセイ
- サウンドデザイン：石井和之
- 宣伝デザイン - 長瀬一義
- 法律監修 - 石井誠一郎
- リーガルアドバイザー - 島田直樹、猪本芳子
- 制作協力 - ザ・ワークス[4]
- チーフプロデューサー - 西憲彦
- プロデューサー - 次屋尚、白川士（ザ・ワークス）
- 演出 - 水田伸生
- 製作著作 - 日本テレビ

## 放送日程
| 各話                                                                        | 放送日  | ラテ欄                                                                             | 視聴率 |
| --------------------------------------------------------------------------- | ------- | ---------------------------------------------------------------------------------- | ------ |
| 第1話                                                                       | 1月10日 | ある犯罪が出会うはずのない5人の運命を絡ませた! 偽物から始まる真実愛、感動の物語    | 9.2%   |
| 第2話                                                                       | 1月17日 | あの謎の札束の真相とは!? 触れ合う孤独な2つの魂を引き裂いたのは誤解が招いた誘拐事件 | 7.2%   |
| 第3話                                                                       | 1月24日 | 親に捨てられた少女と母になれなかった女。 ニセ札がお金では買えない真実の絆を生んだ! | 6.6%   |
| 第4話                                                                       | 1月31日 | 叶わない願い。 幽霊の娘と暮らす母の究極の愛                                        | 6.4%   |
| 第5話                                                                       | 2月07日 | 初恋!?つのる想いと命の期限! ニセモノで結ばれた4人は本当の家族になれるのか!?        | 5.9%   |
| 第6話                                                                       | 2月14日 | 今夜何かが起きる!悪魔の誘いか救世主か!? お金はこの手で作れます                     | 5.5%   |
| 第7話                                                                       | 2月28日 | 何があっても母となってあなたを守る! 私たちのニセ札作りが始まる                     | 4.9%   |
| 第8話                                                                       | 3月07日 | ニセ札作りが発覚! 逃げられない5人の衝撃の行動!                                     | 5.4%   |
| 第9話                                                                       | 3月14日 | 最終章突入! 絶体絶命の危機…涙の別れ                                                | 4.4%   |
| 最終話                                                                      | 3月21日 | 衝撃の最終回! 全ての物語はこの結末のために                                         | 5.6%   |
| 平均視聴率6.1％（視聴率はビデオリサーチ調べ、関東地区・世帯・リアルタイム） |         |                                                                                    |        |

- 第1話は22時 - 23時10分の10分拡大放送。
- 2月21日は19時55分 - 22時54分に「平昌オリンピック スピードスケート 男女団体パシュート決勝および22時54分 - 23時に『心に刻む風景』を放送のため、休止。

## 備考
捨て猫として登場したメスの子猫のスコティッシュフォールドは、ドラマ撮影終了後に共演した広瀬すずの愛猫となる。広瀬は既に犬を飼っていた犬派であったが撮影現場で一目惚れ、広瀬の腕の中で寝る等懐いた事から「飼いたい」とスタッフに懇願してドラマ撮影終了後に家族として迎え入れ、名前をドラマのタイトルから取ってあのと名付けて可愛がっている。

## 受賞
- ギャラクシー賞 2018年3月度月間賞[7]
- 第11回コンフィデンスアワード・ドラマ賞 [8][9]
  - 助演女優賞（田中裕子）
  - 新人賞（清水尋也）
- 2018年度コンフィデンスアワード・ドラマ年間大賞[10]
  - 助演女優賞（田中裕子）
- フランスのカンヌにて開催されたコンテンツ見本市「MIPCOM2018」において「MIPCOM BUYERS' AWARD for Japanese Drama」グランプリ受賞[11]